# Versailles (álbum)
Versailles es el cuarto álbum de estudio de la banda japonesa homónima Versailles lanzado el 26 de septiembre de 2012.

## Antecedentes
El 20 de julio de 2012 a través de un comunicado en su página oficial los miembros de la banda anunciaron que habían decidido detener todas sus actividades para finales de ese año y que lanzarían su álbum de despedida en septiembre, seguido de una gira nacional, para eventualmente, el 20 de diciembre realizar su último concierto en el NKH Hall en Tokio.

## Lista de canciones
| Edición Regular (CD) |                            |        |            |          |  |
| N.º                  | Título                     | Letras | Música     | Duración |  |
| 1.                   | «Prelude»                  |        | KAMIJO     | 1:35     |  |
| 2.                   | «Rose»                     | KAMIJO | HIZAKI     | 5:23     |  |
| 3.                   | «Rhapsody of the Darkness» | KAMIJO | HIZAKI     | 4:54     |  |
| 4.                   | «Edge of the World»        | KAMIJO | TERU       | 5:17     |  |
| 5.                   | «Illusion»                 | KAMIJO | KAMIJO     | 5:07     |  |
| 6.                   | «妖 ～ayakashi～»          | KAMIJO | MASASHI    | 4:38     |  |
| 7.                   | «Created Beauty»           | KAMIJO | HIZAKI     | 10:05    |  |
| 8.                   | «Holy Grail -amoroso-»     |        | Versailles | 5:03     |  |
| 9.                   | «Brave»                    | KAMIJO | TERU       | 4:33     |  |
| 10.                  | «Truth»                    | KAMIJO | KAMIJO     | 4:45     |  |
| 11.                  | «Sympathia»                | KAMIJO | HIZAKI     | 6:14     |  |
| 58:54                |                            |        |            |          |  |

| Edición Limitada (DVD) |                                                |        |        |          |  |
| N.º                    | Título                                         | Letras | Música | Duración |  |
| 1.                     | «Ascendead Master [Story Ⅰ～Ⅲ]» (Cortometraje) |        |        |          |  |
| 2.                     | «Ascendead Master» (Video musical)             | Kamijo | Hizaki |          |  |
| 3.                     | «Serenade» (Video musical)                     | Kamijo | Hizaki |          |  |
| 4.                     | «Destiny -The Lovers-» (Music Video)           | Kamijo | Kamijo |          |  |
| 5.                     | «Philia» (Video musical)                       | Kamijo | Hizaki |          |  |
| 6.                     | «Masquerade» (Video musical)                   | Kamijo | Kamijo |          |  |
| 7.                     | «Vampire» (Video musical)                      | Kamijo | Kamijo |          |  |